# Milesia arnoldi
Milesia arnoldi är en tvåvingeart som först beskrevs av Malloch 1932.  Milesia arnoldi ingår i släktet Milesia och familjen blomflugor.
Artens utbredningsområde är Zimbabwe. Inga underarter finns listade i Catalogue of Life.